# Sportcomplex De Damburg
Le Sportcomplex De Damburg est un hall omnisports situé à Bocholt, dans le Limbourg belge, où évolue le Achilles Bocholt club de première division national
.

## Caractéristique
le Sportcomplex De Damburg possède une capacité de 1539 siège sur l'ensemble des trois tribunes rétractable, le complexe possède deux salles.

## Liste des équipes sportives
- Handball:Achilles Bocholt
- Volley-ball:Axor Bocholt